# Orlando Cepeda
Orlando Manuel Cepeda Pennes, detto Peruchin (Ponce, 17 settembre 1937 – Concord, 28 giugno 2024), è stato un giocatore di baseball portoricano di ruolo prima base nella Major League Baseball (MLB). Venne introdotto nella National Baseball Hall of Fame nel 1999.

## Carriera
Premiato come Rookie dell'anno della National League nel 1958, Cepeda fu votato MVP della NL nel 1967, anno in cui, in forza ai St. Louis Cardinals, vinse le World Series. Complessivamente le disputò tre volte. Batté con una media del .300 o miglior per dieci volte nelle 14 stagioni in cui disputò almeno cento partite, la maggior parte delle quali disputate nella cosiddetta "Second Deadball Era."
Cepeda nacque in una famiglia povera. Suo padre, Pedro "Perucho" Cepeda, fu anch'egli un giocatore di baseball a Porto Rico, influenzando il figlio fin dalla tenera età con la passione per questo sport. Il suo primo contatto con il baseball professionistico fu come battitore per i Santurce Crabbers di Puerto Rico. Pedro Zorilla, proprietario della squadra, persuase la sua famiglia a permettergli di recarsi a New York per sostenere un provino con i Giants. Giocò per diverse squadre nelle Minor League Baseball prima di attrarre l'interesse dei Giants, da poco trasferiti a San Francisco.
Durante i suoi sedici anni di carriera, giocò con San Francisco Giants (1958–66), St. Louis Cardinals (1966–68), Atlanta Braves (1969–72), Oakland Athletics (1972), Boston Red Sox (1973) e Kansas City Royals (1974), divenendo il primo giocatore portoricano a partire come titolare in un All-Star Game. Nel 1978, Cepeda fu condannato a cinque anni di prigione per possesso di droga. Scontò sette mesi in carcere, dopo di che passò il resto della pena in libertà vigilata.

## Palmarès

### Club
- World Series: 1

St. Louis Cardinals: 1967

### Individuale
- MVP della National League: 1

1967
- MLB All-Star: 11

1959–1964, 1967
- Rookie dell'anno della National League - 1958
- Leader della National League in fuoricampo: 1

1961
- Leader della National League in punti battuti a casa: 2

1961, 1967
- Numero 30 ritirato dai San Francisco Giants